# Polovodičový detektor
Polovodičový detektor je elektrotechnické zařízení pro detekci ionizujícího záření, pracující na principu fotodiody zapojené v závěrném směru. Výhody jsou malá šířka zakázaného pásu a velmi dobrá rozlišovací schopnost. Nevýhody tohoto detektoru jsou hlavně tepelný šum (částečně řeší zapojení v závěrném směru), nižší detekční účinnost oproti scintilačnímu detektoru. Existují také PIN detektory kde je do PN přechodu, dána intrinzická vrstva (čisté germanium, křemík, ..).

## Použití
Pro spektrometrická měření do 10 keV. Při rentgen-fluorescenční analýze, při neutronové aktivační analýze…

## PIN diody
Dioda s intrinzickou oblastí mezi oblastmi P a N. Díky tomu je vyprázdněná oblast dostatečně široká. Čím delší je vyprázdněná oblast, tím pravděpodobnější je že foton generuje pár elektron-díra. Křemík je na takovou práci pomalý, lepší je arzenid galia nebo kvaterární sloučeniny GaInAs… K provozu stačí menší závěrné napětí, tím redukujeme temné napětí. Čím je delší (širší) Intrinzická vrstva tím delší je časová odezva. (Doba průletu, velký stupeň integrace)

## Lavinové fotodiody
Lavinová dioda (anglicky Avalanche photodiode, APD) je složena podobně jako pin dioda(+P I P +N). Pokud prolétající foton generuje pár elektron díra, ten letí urychlený dál a vyráží další náboje tím vzniká lavinové násobení. Pomocí předpětí můžeme řídit zisk. Čím vyšší je zisk, tím menší je šířka pásma(kolikrát se vynásobí lavina tolik náboje musí proletět)! Katalogový parametr je součin G×BW (zesílení krát šířka pásma) = konst. Trpí na šum!